# イングリッシュ・ナショナル・オペラ
イングリッシュ・ナショナル・オペラ（英語: English National Opera）は、ロンドン・コロシアムを拠点とするイギリスのオペラ・カンパニー。

## 沿革・概要
1931年に興行師リリアン・ベイリスによりオールドヴィック劇場とサドラーズ・ウェルズ劇場で開幕した「ヴィック＝ウェルズ・オペラ」（Vic-Wells Opera Company）を前身とする。後に「サドラーズ・ウェルズ・オペラ」（Sadler's Wells Opera Company）となり、1974年に現在の名称となる。
- 1931年～　ヴィック＝ウェルズ・オペラ
- 年～　サドラーズ・ウェルズ・オペラ
- 1974年～　イングリッシュ・ナショナル・オペラ

イタリア語やドイツ語のオペラであっても英語訳を行い、上演を全て英語で行うのが特徴である。

## 音楽監督
歴代の音楽監督はコリン・デイヴィス、チャールズ・マッケラス、マーク・エルダー、ポール・ダニエルらが務め、2016年よりマーティン・ブラビンズが務めたが、ENOの人員削減案に抗議し2023年音楽監督を辞任した。